# Гуч, Джон Вирет
Джон Вирет Гуч (29 июня 1812, Бедлингтон, Нортамберленд — 8 июня 1900) — английский инженер, главный инженер тяги Лондонской и Юго-Западной железной дороги (1841—1850).

## Семья
Джон Вирет Гуч родился в Бедлингтоне (Нортумберленд) у Джона Гуча и его жены Анны (урождённая Лонгридж). Старший брат — Томас Лонгридж Гуч (1808—1882) был гражданским инженером Манчестерской и Лидской железной дороги, а младший брат Дэниел Гуч (1816—1889) — инженером на Большой Западной железной дороге.
Джон Вирет Гуч был женат дважды, в 1840 году на Анне Френсис Хэндкок, дочери капитана Элайаса Робинсона Хэндкока, и в 1876 году на Эмили Мэри Стонхаус, дочери преподобного Чарльза Стонхауса. Жил в Куперс-хилл (Брекнелл, Беркшир).
Первый ребёнок — Мэйбл Барбара (1877), сын — Эдвард Гуч (1879—1915) — майор беркширского полка, погиб в Первой мировой войне. Вторая дочь — Этель Мэри (1882).

## Работа
Джон Вирет Гуч учился у Джозефа Лока в ходе строительства Большой соединительной железной дороги и после открытия линии получил квалификацию инженера. В 1840 году он работал со старшим братом Томасом на Манчестерской и Лидской дороге.

### Лондонская и Юго-Западная железная дорога
Лок рекомендовал Гуча LSWR, которая назначила его главным инженером тяги 1 января 1841 года, хотя официально департамент ещё возглавлял Лок.
Дорога покупала паровозы различных производителей, например, Edward Bury and Co и Nasmyth, Gaskell and Co. В январе 1843 года заработал собственный завод LSWR у Девяти Вязов, который выпустил первую модель «Орёл». Гуч разработал несколько паровозов, в том числе товарный 0-3-0 «Бизон».

### Железная дорога восточных графств
Покинув LSWR в 1850 году, Гуч стал главным инженером тяги на Eastern Counties Railway с условием от руководителя дороги Эдварда Беттса сократить операционные расходы и правом получить 2,5 % от полученной экономии. Но никакого надзора за ним не было, и Гуч сам устанавливал, на чём и сколько сэкономил, и сколько ему причитается. Основные усилия он направил на снижение платы машинистам паровозов, которых увольнял под различными поводами, чтобы затем принять на более низкую зарплату, а также штрафовал за опоздания и поломки.
В 1851 году Беттса сменил Дэвид Уоддингтон. Гуч заключил соглашение со связанной с ним Norfolk and Eastern Counties Coal Company, по которому получал лично 3 пенса с каждой тонны угля, купленного дорогой у этой компании, а затем ещё и перепродавал часть угля для личного обогащения.
12 августа 178 работников — машинистов, кочегаров и слесарей — пригрозили увольнением, если Гуч не покинет должность, но директоры остались на стороне Гуча, а протестующие попали в чёрные списки и не могли больше найти работы на железных дорогах. На замену им переманили работников из других компаний.
Махинации Гуча были раскрыты акционерами дороги в 1856 году, когда контракты Гуча и Уоддинтона не были продлены. Гуч, несмотря на то, что ему было лишь 44 года, не продолжал карьеры инженера, а последние 40 лет, согласно некрологу в журнале Института Гражданских инженеров, «наслаждался жизнью в своём доме в Беркшире».
За году его работы на дороге появилось 6 типов паровозов, в том числе и первый построенный на впоследствии крупном заводе Stratford Works в 1851 году:
| Строитель                                   | Осевая формула | Количество | Примечания                                                                                    |
| ------------------------------------------- | -------------- | ---------- | --------------------------------------------------------------------------------------------- |
| E B Wilson                                  | 0-3-0          | 6          | Прозвище «плавучие батареи» (англ. floating batteries), изначально Crampton type 1-1-1-0.     |
| Brassey, Sharp, Stewart & Co., Kitson & Cos | 1-2-0          | 18         | 1855 год, три подрядчика. Прозвище — «бабочки».                                               |
| Brassey                                     | 1-1-1          | 6          | 1855-56, C class. Ещё 6 построены преемником Гуча.                                            |
| Stratford Works/R B Longbridge (Bedlington) | 1-1-1WT        | 6/3        | 1851, танк-паровозы A class. Согласно Steam Index, 4 постройки Longbridge.                    |
| Stratford Works                             | 1-1-1WT        | 16         | Танк-паровозы B class, последние 10 открыли движение на London, Tilbury and Southend Railway. |

## Корабли
Гуч имел доли в шести угольщиках и занимался их ремонтом за счёт Восточной дороги:
| Название         | Строитель                   | Построено    | Судьба                                                             |
| ---------------- | --------------------------- | ------------ | ------------------------------------------------------------------ |
| «Леди Берридейл» | Джон Скотт Рассел           | Лондон, 1853 | затонул в 1868 году                                                |
| «Орёл»           | Джон Скотт Рассел           | 1853         | затонул в 1870 году                                                |
| «Сокол» (первый) | Джон Скотт Рассел           | 1853         | разбит у Лесбоса на обратном пути из Крыма в 1856 году             |
| «Ястреб»         | Джон Скотт Рассел           | 1854         | затонул в шторм у Саутволда в 1862 году                            |
| «Вулкан»         | Джеймс Лэинг                | 1856         | продан в 1886 капитану Эдварду Дженскинсу (Кардиф), затонул в 1894 |
| «Сокол» (второй) | M Samuelson and Sons, Гулль | 1862         | пропал без вести в 1868 году близ берегов Испании                  |

Также Гуч был директором Australian Auxiliary Steam Clipper Company, Ltd.

## Горные разработки
Гуч был директором в нескольких горно-добывающих компаниях, в том числе
- Copper Queen United, Ltd.[12]
- La Trinidad, Ltd.[13]
- Mounts Bay Consols, Ltd.[14]
- Tresavean Mines, Ltd.[15]